# 施廷懋
施廷懋（1991年8月31日—），重慶人，中國女子跳水運動員。

## 簡歷
施廷懋以重庆地方队员而非國家隊隊員的身份，參加世界游泳錦標賽跳水比賽，奪得女子1米彈板冠軍。
2013年世界游泳錦標賽，施廷懋和吳敏霞合作，奪得女子雙人3米彈板比賽冠軍。2016年里约奥运会，她和吳敏霞合作，奪得女子雙人3米彈板比賽冠軍，之后又获得了女子3米跳板个人金牌。2021年7月，她随中国国家跳水队参加2020东京奥运会。在东京奥运会中,她与王涵合作夺得女子双人三米跳板冠军,随后又获得了女子单人三米跳板的金牌,成为了继郭晶晶之后,第二位在连续两届奥运会中包揽女子单人与双人三米跳板冠军的跳水运动员。
2022年4月5日，施廷懋宣布退役，继续留在中国国家跳水队，担任助理教练一职。。

## 主要比賽成績
- 2010年 亞洲運動會 女子双人3米跳板 金牌
- 2010年 亞洲運動會 女子3米跳板 銀牌
- 2011年 世界游泳錦標賽 女子1米跳板 金牌
- 2013年 世界游泳錦標賽 女子雙人3米跳板 金牌

只列出曾進入三甲的國際賽事成績：
| 年份   | 賽事                   | 項目        | 拍檔   | 成績   | 成績 |
| ------ | ---------------------- | ----------- | ------ | ------ | ---- |
| 2015年 | 世界跳水系列賽北京站   | 3米彈板     | －     | 389.60 | 冠軍 |
| 2015年 | 世界跳水系列賽北京站   | 女雙3米彈板 | 吴敏霞 | 328.50 | 冠軍 |
| 2015年 | 世界跳水系列賽杜拜站   | 3米彈板     | －     | 398.70 | 冠軍 |
| 2015年 | 世界跳水系列賽杜拜站   | 女雙3米彈板 | 吴敏霞 | 338.10 | 冠軍 |
| 2015年 | 世界跳水系列賽喀山站   | 3米彈板     | －     | 384.60 | 冠軍 |
| 2015年 | 世界跳水系列賽喀山站   | 女雙3米彈板 | 吴敏霞 | 334.20 | 冠軍 |
| 2015年 | 世界跳水系列賽倫敦站   | 3米彈板     | －     | 374.35 | 冠軍 |
| 2015年 | 世界跳水系列賽倫敦站   | 女雙3米彈板 | 吴敏霞 | 331.50 | 冠軍 |
| 2016年 | 奧林匹克運動會跳水比賽 | 女雙3米彈板 | 吴敏霞 | 345.60 | 金牌 |
| 2016年 | 奧林匹克運動會跳水比賽 | 3米彈板     | －     | 406.05 | 金牌 |
| 2017年 | 世界跳水系列賽北京站   | 3米彈板     | －     | 391.05 | 冠軍 |
| 2017年 | 世界跳水系列賽北京站   | 女雙3米彈板 | 许智欢 | 319.20 | 冠軍 |